# Далгрен (Илиноис)
Далгрен (енгл. Dahlgren) град је у америчкој савезној држави Илиноис.

## Демографија
По попису из 2010. године број становника је 525, што је 11 (2,1%) становника више него 2000. године.
| Група             | 2000.       | 2010.       |
| Белци             | 509 (99,0%) | 497 (94,7%) |
| Афроамериканци    | 0 (0,0%)    | 13 (2,5%)   |
| Азијати           | 0 (0,0%)    | 0 (0,0%)    |
| Хиспаноамериканци | 5 (1,0%)    | 8 (1,5%)    |
| Укупно            | 514         | 525         |